# مات فراي (موسيقي)
مات فراي (بالإنجليزية: Matt Frey)‏ هو موسيقي أمريكي، ولد في 25 يوليو 1986.